# Strumok, Korosten
Strumok (în ucraineană Струмок) este un sat în comuna Ușomîr din raionul Korosten, regiunea Jîtomîr, Ucraina.

## Demografie
Componența lingvistică a localității Strumok
     Ucraineană (100%)
Conform recensământului din 2001, toată populația localității Strumok era vorbitoare de ucraineană (100%).